# In Search of Space
| 전문가 평가                       | 전문가 평가 |
| 평가 점수                         | 평가 점수   |
| 출처                              | 점수        |
| --------------------------------- | ----------- |
| AllMusic                          | [ 2 ]       |
| The Encyclopedia of Popular Music | [ 3 ]       |
| Head Heritage                     | (positive)  |

《In Search of Space》는 1971년 10월 8일에 발매된 영국의 스페이스 록 밴드 호크윈드의 두 번째 스튜디오 음반이다. 그것은 영국 음반 차트에서 18위에 올랐다.

## 배경
베이시스트 존 A. 해리슨은 첫 번째 음반을 녹음한 직후 떠났고, 토머스 크림블은 아몬 뒬 II의 데이브 앤더슨으로 교체되었고, 그는 음반이 발매되기 전에 사라졌다. 일렉트로닉 연주자 딕 믹 데이비스도 일시적으로 탈퇴하여 밴드의 라이브 사운드 엔지니어 델 데트마르가 대체자로 투입되었고, 휴 로이드 랭턴은 아일오브와이트 페스티벌에서 LSD의 나쁜 경험을 한 후 떠났다.

## 녹음
밴드는 원래 조지 마틴의 AIR 스튜디오에서 음반을 녹음하기 시작했지만, 일주일 후 그들의 노력에 대해 보여줄 것이 거의 없었고, 스튜디오 엔지니어들은 "조지 마틴의 음료수 캐비닛에 침입해 그의 술을 모두 꼬집고 엔지니어들에게 산성 물질을 주입했다"는 보도가 있은 후 밴드와 함께 일하는 것을 꺼려했다고 보고했다. 그는 녹음 작업을 빨리 끝내기 위해 조지 치키안즈와 함께 작업하기 위해 그들을 올림픽 스튜디오로 옮겼다.

## 곡 목록
| #  | 제목                              | 작사·작곡            | 재생 시간 |
| -- | --------------------------------- | -------------------- | --------- |
| 1. | 〈You Shouldn't Do That〉         | 닉 터너, 데이브 브록 | 15:41     |
| 2. | 〈You Know You're Only Dreaming〉 | 브록                 | 6:36      |

| #  | 제목                                 | 작사·작곡           | 재생 시간 |
| -- | ------------------------------------ | ------------------- | --------- |
| 3. | 〈Master of the Universe〉           | 터너, 브록          | 6:17      |
| 4. | 〈We Took the Wrong Step Years Ago〉 | 브록                | 4:48      |
| 5. | 〈Adjust Me〉                        | 호크윈드            | 5:46      |
| 6. | 〈Children of the Sun〉              | 터너, 데이브 앤더슨 | 3:14      |